# 창창부인
창창부인 김씨(昌昌夫人 金氏)은 혜공왕의 차비(次妃)이다. 첫 왕후인 신보왕후가 일찍 사망하자, 그녀가 왕후의 자리에 올랐다. 그녀는 이찬 김장(金璋)의 딸이며, 혜공왕이 반란으로 시해되자, 왕비 김씨 역시 시해당했다고 한다.

## 가계
- 아버지 : 이찬 김장
- 남편 : 혜공왕